# Софийски октоих
Софийският октоих е среднобългарски пергаментен ръкопис в Националната библиотека „Свети Кирил и Методий“ (№ 554).
Вероятно е съдържал всичките осем гласа на богослужебната книга октоих (осмогласник), но сега е запазена само част от първите четири. Датира от XIII век.